# Witowice (województwo małopolskie)
Witowice – wieś w Polsce położona w województwie małopolskim, w powiecie miechowskim, w gminie Charsznica.
| SIMC    | Nazwa    | Rodzaj    |
| ------- | -------- | --------- |
| 0234028 | Góry     | część wsi |
| 0234034 | Zaszosie | część wsi |
| 0234040 | Zawodzie | część wsi |

W latach 1975–1998 miejscowość należała administracyjnie do województwa kieleckiego.
Witowice były w posiadaniu rodu Pieniążków, którymi przedstawicielami byli m.in.: Mikołaj Pieniążek (słow. Mikuláš Peniažek), w latach 1450–1474 podkomorzy i starosta krakowski, starosta sanocki, starosta spiski od 23 marca 1454, Stanisław Pieniążek, w latach 1474–1493 starosta sanocki oraz Jakub Pieniążek, od 1493 wojski sanocki, dziedzic Jaćmierza, starosta sanocki locumtentes.
Wieś podzielona jest między trzy parafie. Z diecezji kieleckiej do parafii w Miechowie, Charsznicy oraz do parafii w Szreniawie będącej w diecezji sosnowieckiej.